# Primera División (Chile) 1968
Die Primera División 1968, auch unter dem Namen 1968 Campeonato Nacional de Fútbol Profesional bekannt, war die 36. Saison der Primera División, der höchsten Spielklasse im Fußball in Chile.
Die Meisterschaft gewann das Team von Santiago Wanderers, das sich damit für die Copa Libertadores 1969 qualifizierte. Es war der zweite Meisterschaftstitel für den Klub. Zudem qualifizierte sich auch der Vizemeister Universidad Católica für die Copa Libertadores. Tabellenletzter der Abstiegsrunde und somit Absteiger in die zweite Liga ist Unión San Felipe.

## Modus
Die 18 Teams werden in zwei Torneos nach Region aufgeteilt und spielen jeder gegen jeden mit Hin- und Rückspiel. Die ersten vier Teams qualifizieren sich direkt für den Torneo Nacional, in dem der Meister und der weitere Platz für die Copa Libertadores ausgespielt wird. Die beiden letzten Plätze im Torneo werden über eine Liguilla ermittelt. Die acht Teams, die sich nicht für den Torneo Nacional qualifizieren können, spielen jeder in der 2. Runde mit Hin- und Rückspiel gegeneinander und ermitteln so die Teilnehmer der Serie A, die um die Gesamtplätze 11–14 kämpfen, und der Serie B, aus der der Tabellenletzte in die zweite Liga absteigt.

## Teilnehmer
Für Absteiger San Luis de Quillota spielt Zweitligameister Deportes Concepción nun in der Primera División. Folgende Vereine nahmen daher an der Meisterschaft 1968 teil:
| Mannschaft           | Stadt             |
| -------------------- | ----------------- |
| Audax Italiano       | Santiago de Chile |
| Colo-Colo            | Santiago de Chile |
| Deportes Concepción  | Concepción        |
| Deportes La Serena   | La Serena         |
| Everton              | Viña del Mar      |
| Green Cross Temuco   | Temuco            |
| CD Huachipato        | Talcahuano        |
| CD Magallanes        | Santiago de Chile |
| CD O’Higgins         | Rancagua          |
| CD Palestino         | Santiago de Chile |
| Rangers de Talca     | Talca             |
| Santiago Morning     | Santiago de Chile |
| Santiago Wanderers   | Valparaíso        |
| Unión Española       | Santiago de Chile |
| Unión La Calera      | La Calera         |
| Unión San Felipe     | San Felipe        |
| Universidad Católica | Santiago de Chile |
| Universidad de Chile | Santiago de Chile |

## 1. Runde

### Torneo Metropolitano
| Pl. | Verein                   | Sp. | S | U | N | Tore    | Diff. | Punkte |
| --- | ------------------------ | --- | - | - | - | ------- | ----- | ------ |
| 1.  | Universidad de Chile (M) | 14  | 9 | 1 | 4 | 034:180 | +16   | 19     |
| 2.  | Audax Italiano           | 14  | 5 | 7 | 2 | 026:230 | +3    | 17     |
| 3.  | Universidad Católica     | 14  | 5 | 4 | 5 | 017:160 | +1    | 14     |
| 4.  | Santiago Morning         | 14  | 5 | 4 | 5 | 028:380 | −10   | 14     |
| 5.  | CSD Colo-Colo            | 14  | 4 | 5 | 5 | 030:250 | +5    | 13     |
| 6.  | Unión Española           | 14  | 5 | 3 | 6 | 025:240 | +1    | 13     |
| 7.  | CD Palestino             | 14  | 4 | 5 | 5 | 023:230 | ±0    | 13     |
| 8.  | CD Magallanes            | 14  | 2 | 5 | 7 | 018:340 | −16   | 09     |

### Torneo Provincial
| Pl.                       | Verein                  | Sp. | S | U  | N  | Tore    | Diff. | Punkte |
| ------------------------- | ----------------------- | --- | - | -- | -- | ------- | ----- | ------ |
| 1.                        | Deportes Concepción (N) | 18  | 8 | 7  | 3  | 023:120 | +11   | 23     |
| 2.                        | Santiago Wanderers      | 18  | 7 | 7  | 4  | 023:150 | +8    | 21     |
| 3.                        | CD Huachipato           | 18  | 6 | 8  | 4  | 028:140 | +14   | 20     |
| 4.                        | Green Cross Temuco      | 18  | 8 | 4  | 6  | 021:180 | +3    | 20     |
| 5.                        | Rangers de Talca        | 18  | 3 | 11 | 4  | 014:160 | −2    | 17     |
| 6.                        | Deportes La Serena      | 18  | 6 | 5  | 7  | 014:170 | −3    | 17     |
| 7.                        | Unión La Calera         | 18  | 6 | 5  | 7  | 018:250 | −7    | 17     |
| 8.                        | Everton                 | 18  | 6 | 5  | 7  | 024:320 | −8    | 17     |
| 9.                        | Unión San Felipe        | 18  | 5 | 5  | 8  | 024:320 | −8    | 15     |
| 10.                       | CD O’Higgins            | 18  | 5 | 3  | 10 | 022:300 | −8    | 13     |
| Quelle: , Stand: Endstand |                         |     |   |    |    |         |       |        |

### Playoff-Spiele für das Torneo Nacional - Metropolitana
| Pl. | Verein         | Sp. | S | U | N | Tore    | Diff. | Punkte |
| --- | -------------- | --- | - | - | - | ------- | ----- | ------ |
| 1.  | CD Palestino   | 2   | 1 | 1 | 0 | 003:100 | +2    | 03     |
| 2.  | CSD Colo-Colo  | 2   | 1 | 0 | 1 | 004:300 | +1    | 02     |
| 3.  | Unión Española | 2   | 0 | 1 | 1 | 000:300 | −3    | 01     |

### Playoff-Spiele für das Torneo Nacional - Provincial
| Pl. | Verein             | Sp. | S | U | N | Tore    | Diff. | Punkte |
| --- | ------------------ | --- | - | - | - | ------- | ----- | ------ |
| 1.  | Everton            | 3   | 2 | 0 | 1 | 008:300 | +5    | 04     |
| 2.  | Deportes La Serena | 3   | 2 | 0 | 1 | 005:300 | +2    | 04     |
| 3.  | Rangers de Talca   | 3   | 2 | 0 | 1 | 004:500 | −1    | 04     |
| 4.  | Unión La Calera    | 3   | 0 | 0 | 3 | 002:800 | −6    | 0      |

## 2. Runde

### Torneo Promocial
| Pl. | Verein             | Sp. | S | U | N | Tore    | Diff. | Punkte |
| --- | ------------------ | --- | - | - | - | ------- | ----- | ------ |
| 1.  | CSD Colo-Colo      | 14  | 9 | 5 | 0 | 037:170 | +20   | 23     |
| 2.  | Unión Española     | 14  | 8 | 2 | 4 | 032:250 | +7    | 18     |
| 3.  | CD Magallanes      | 14  | 5 | 6 | 3 | 029:240 | +5    | 16     |
| 4.  | Rangers de Talca   | 14  | 5 | 5 | 4 | 016:220 | −6    | 15     |
| 5.  | Unión La Calera    | 14  | 4 | 4 | 6 | 027:220 | +5    | 12     |
| 6.  | Deportes La Serena | 14  | 3 | 5 | 6 | 014:210 | −7    | 11     |
| 7.  | CD O’Higgins       | 14  | 3 | 3 | 8 | 019:350 | −16   | 09     |
| 8.  | Unión San Felipe   | 14  | 2 | 4 | 8 | 018:260 | −8    | 08     |

## Endrunde

### Torneo Nacional
| Pl. | Verein                   | Sp. | S  | U | N  | Tore    | Diff. | Punkte |
| --- | ------------------------ | --- | -- | - | -- | ------- | ----- | ------ |
| 1.  | Santiago Wanderers       | 18  | 11 | 3 | 4  | 037:200 | +17   | 25     |
| 2.  | Universidad Católica     | 18  | 10 | 4 | 4  | 042:250 | +17   | 24     |
| 3.  | Universidad de Chile (M) | 18  | 9  | 6 | 3  | 031:170 | +14   | 24     |
| 4.  | CD Palestino             | 18  | 7  | 6 | 5  | 037:340 | +3    | 20     |
| 5.  | CD Huachipato            | 18  | 7  | 3 | 8  | 018:200 | −2    | 17     |
| 6.  | Audax Italiano           | 18  | 5  | 5 | 8  | 020:260 | −6    | 15     |
| 7.  | Green Cross Temuco       | 18  | 5  | 5 | 8  | 029:360 | −7    | 15     |
| 8.  | Deportes Concepción (N)  | 18  | 4  | 6 | 8  | 021:280 | −7    | 14     |
| 9.  | Santiago Morning         | 18  | 5  | 4 | 9  | 032:460 | −14   | 14     |
| 10. | Everton                  | 18  | 4  | 4 | 10 | 020:360 | −16   | 12     |

| (M) | Vorjahresmeister |
| (N) | Aufsteiger       |

### Entscheidungsspiele um die Qualifikation zur Copa Libertadores
| Datum                 |                      | Gesamt    |                      | Hinspiel | Rückspiel | Ort                        |
| --------------------- | -------------------- | --------- | -------------------- | -------- | --------- | -------------------------- |
| 09.01.1969/11.01.1969 | Universidad Católica | (a)2:2(a) | Universidad de Chile | 1:0      | 1:2       | Estadio Nacional, Santiago |

### Serie A
| Pl. | Verein           | Sp. | S | U | N | Tore    | Diff. | Punkte |
| --- | ---------------- | --- | - | - | - | ------- | ----- | ------ |
| 1.  | CSD Colo-Colo    | 6   | 5 | 0 | 1 | 024:110 | +13   | 10     |
| 2.  | Unión Española   | 6   | 4 | 1 | 1 | 017:100 | +7    | 09     |
| 3.  | Rangers de Talca | 6   | 1 | 1 | 4 | 010:150 | −5    | 03     |
| 4.  | CD Magallanes    | 6   | 1 | 0 | 5 | 007:220 | −15   | 02     |

### Serie B
| Pl. | Verein             | Sp. | S | U | N | Tore    | Diff. | Punkte |
| --- | ------------------ | --- | - | - | - | ------- | ----- | ------ |
| 1.  | Deportes La Serena | 6   | 4 | 0 | 2 | 013:900 | +4    | 08     |
| 2.  | CD O’Higgins       | 6   | 4 | 0 | 2 | 010:800 | +2    | 08     |
| 3.  | Unión La Calera    | 6   | 2 | 1 | 3 | 013:120 | +1    | 05     |
| 4.  | Unión San Felipe   | 6   | 1 | 1 | 4 | 007:140 | −7    | 03     |

## Beste Torschützen
| Rang | Spieler        | Klub            | Tore |
| ---- | -------------- | --------------- | ---- |
| 1    | Eladio Zárate  | Unión Española  | 32   |
| 2    | Osvaldo Castro | Unión La Calera | 31   |
| 3    | Carlos Reinoso | Audax Italiano  | 21   |